# Ġużè Chetcuti

Ġużè Chetcuti

Guże Chetcuti (ur. 11 sierpnia 1914 w Bormli, zm. 18 lipca 2006 w Piecie) – maltański poeta.
W 1936 został członkiem ministerstwa edukacji. Podczas II wojny światowej pełnił funkcję spikera radiowego. W latach 1956–1974 nauczał w il-Malti l-Liċeo. Od 1937 był związany z Akkademją tal-Malti. W latach 1990–1992 był wiceprezesem tej organizacji, a od 1998 był jej honorowym prezesem. Był również honorowym członkiem Għaqda Poeti Maltin i członkiem zarządu Malta Drama League oraz współzałożycielem Xirka għat-Tixrid tal-Ilsien Malti (wraz z Ġużè Bonnicim i Antonem Buttigiegiem).
13 grudnia 1996 odznaczony Narodowym Orderem Zasługi.
Zmarł 18 lipca 2006 w St. Luke’s Hospital w Piecie.